# 沼之澤車站
沼之澤車站（日语：／ Numanosawa eki */?）是位於日本北海道夕張市沼之澤的北海道旅客鐵道（JR北海道）石勝線（夕張支線）已廢止的鐵路車站。車站編號為Y21。電報略號為。

## 車站構造
廢站時為設置側式月台、1面1線的地面車站。亦是無人車站。而舊辦公室則被改建成餐廳。
因為本站曾是北海道煤礦汽船真谷地煤礦專用鐵道的轉車站，往真谷地地區方向設有側線。

## 車站周邊
車站周圍主要是農田，為夕張蜜瓜的生產地。而沿車站前的道路亦有數間商店。
- 國道452號
- 夕張警署（日语：夕張警察署）沼之澤派出所
- 沼之澤郵局
- 北海信用金庫（日语：北海信用金庫）沼之澤代理店
- 夕張市農業協同組合（JA夕張市）
- 夕張鐵道（日语：夕張鉄道）（夕鐵巴士）「沼之澤車站前」巴士站

## 歷史
北海道煤礦鐵道於明治38年8月從頭山滿及金子元三郎轉讓獲得真谷地的煤礦，在開發的同時開設本車站。
- 1905年（明治38年）11月15日 - 以北海道煤礦鐵道貨物車站開始營業。
- 1906年（明治39年）10月1日 - 北海道煤礦鐵道的鐵道路線國有化，由國有鐵道接管。
- 1909年（明治42年）10月12日 - 制定路線名稱，本車站歸屬夕張線（後來的石勝線）。
- 1910年（明治43年）8月16日 - 開始旅客服務，為一般車站。
- 1911年（明治44年） - 北海道煤礦汽船的真谷地煤礦開礦。舖設連接本車站及儲礦場的馬車軌道。
- 1913年（大正2年）12月 - 北海道煤礦汽船真谷地煤礦專用鐵道開始營運。廢除馬車軌道。
- 1986年（昭和61年）11月1日 - 車站無人化。
- 1987年（昭和62年）
  - 4月1日 - 國鐵分割民營化後，由JR北海道及JR貨物繼承業務。
  - 10月13日 - 廢除專用鐵道，改為使用貨物列車。
- 1990年（平成2年）4月1日 - 廢除日本貨物鐵道的車站，停止貨物裝卸。
- 2019年（平成31年）4月1日 - 隨者石勝線夕張支線廢線，本站廢止。

## 相鄰車站
北海道旅客鐵道
■石勝線（夕張支線）
新夕張（K20）－沼之澤（Y21）－南清水澤（Y22）
北海道炭礦汽船
真谷地炭礦專用鐵道（廢止）
沼之澤－真榮町（6區）

## 外部連結
- （日語）全驛參觀之旅 （页面存档备份，存于）